# Gard

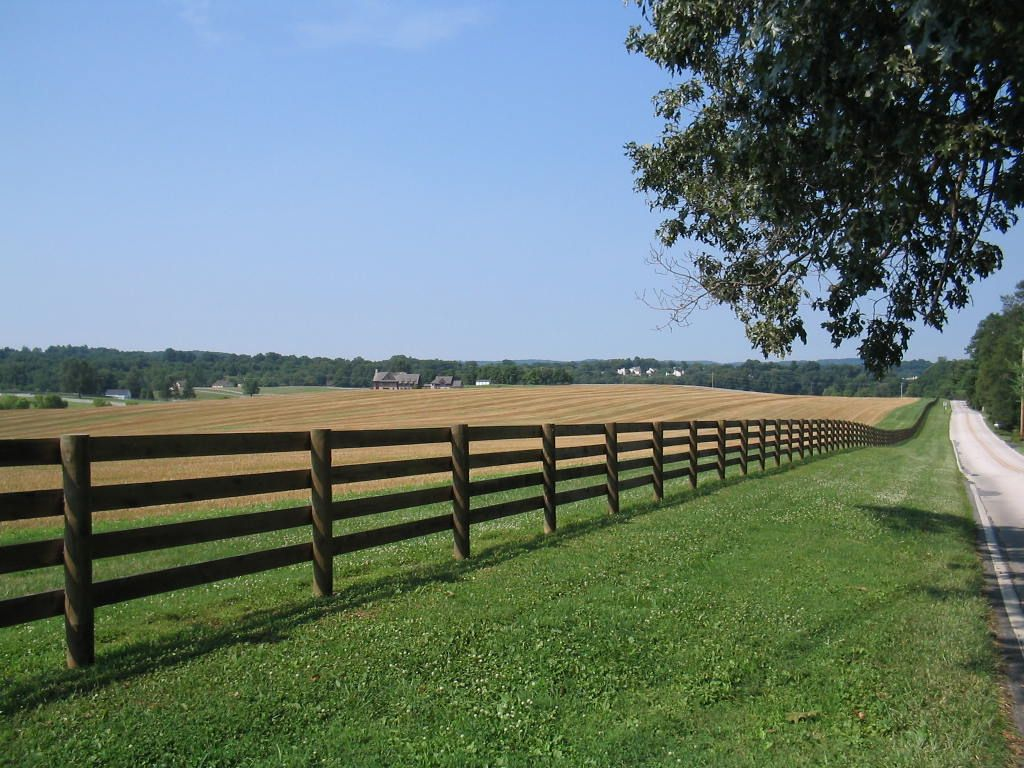
Un gard ce împrejmuiește un câmp și o pădurice în West Town

Gardul este o construcție menită să împiedice pătrunderea animalelor într-o grădină sau a hoților, să delimiteze ceva sau să înfrumusețeze o casă. Acestea au lungimi și culori diferite. 

## Tipuri
După utilitate, gradurile se împart în:
- garduri agricole, ce se folosesc la ținerea animalelor înăuntru și împiedicarea prădătorilor să intre înăuntru;
- garduri private, care împrejmuiesc o curte și nu lasă oamenii să vadă ce e dincolo;
- gard acustic, pentru a reduce poluarea fonică;[1]
- împrejmuiri temporare, spre exemplu îngrămădiri de bețe pentru a delimita o zonă oarecare pentru un anumit timp, de exemplu un șantier;
- garduri de perimetru, ce sunt folosite la delimitarea unei zone;
- garduri decorative;
- garduri de vinil.

Gardurile pot fi realizate din diferite materiale: lemn, fier, beton, beton prefabricat, plasa de sârmă sau tablă.
Gardul prefabricat din beton este un gard ieftin. Comparatii cu alte garduri:
- Gard din lemn cu soclu de beton are un timp de realizare de 15-25 zile lucratoare cu o echipa de 3-4 oameni. Lemnul este un material perisabil, care necesita intretinere periodica cu costuri mari (vopsea, reparatii, inlocuiri, manopera). Este foarte sensibil la ciclurile de inghet-dezghet care il vor fragiliza permanent, cu un rezultat inevitabil: putrezirea lemnului.
- Gardul din caramida este foarte costisitor in privinta materialelor. Practic, poti ridica o casa din cantitatea de caramida necesara. Timpul de realizare este foarte mare, de peste 30 de zile lucratoare, iar manopera este foarte scumpa. Fisurile inerente ce apar in structura sa rigida datorate dilatatiei / contractiei se vor adanci cu ajutorul ploilor. Asta se transforma intr-un cosmar financiar pentru proprietar. In plus, greutatea acestuia necesita o fundatie asemanatoare cu cea a unei case.
- Gardul din plasa sau elemente metalice nu asigura niciun fel de protectie impotriva efractiei, nu asigura intimitatea proprietatii. Pretul fierului este unul foarte ridicat peste care puteti adauga costurile periodice de vopsire.